# Artillerigården

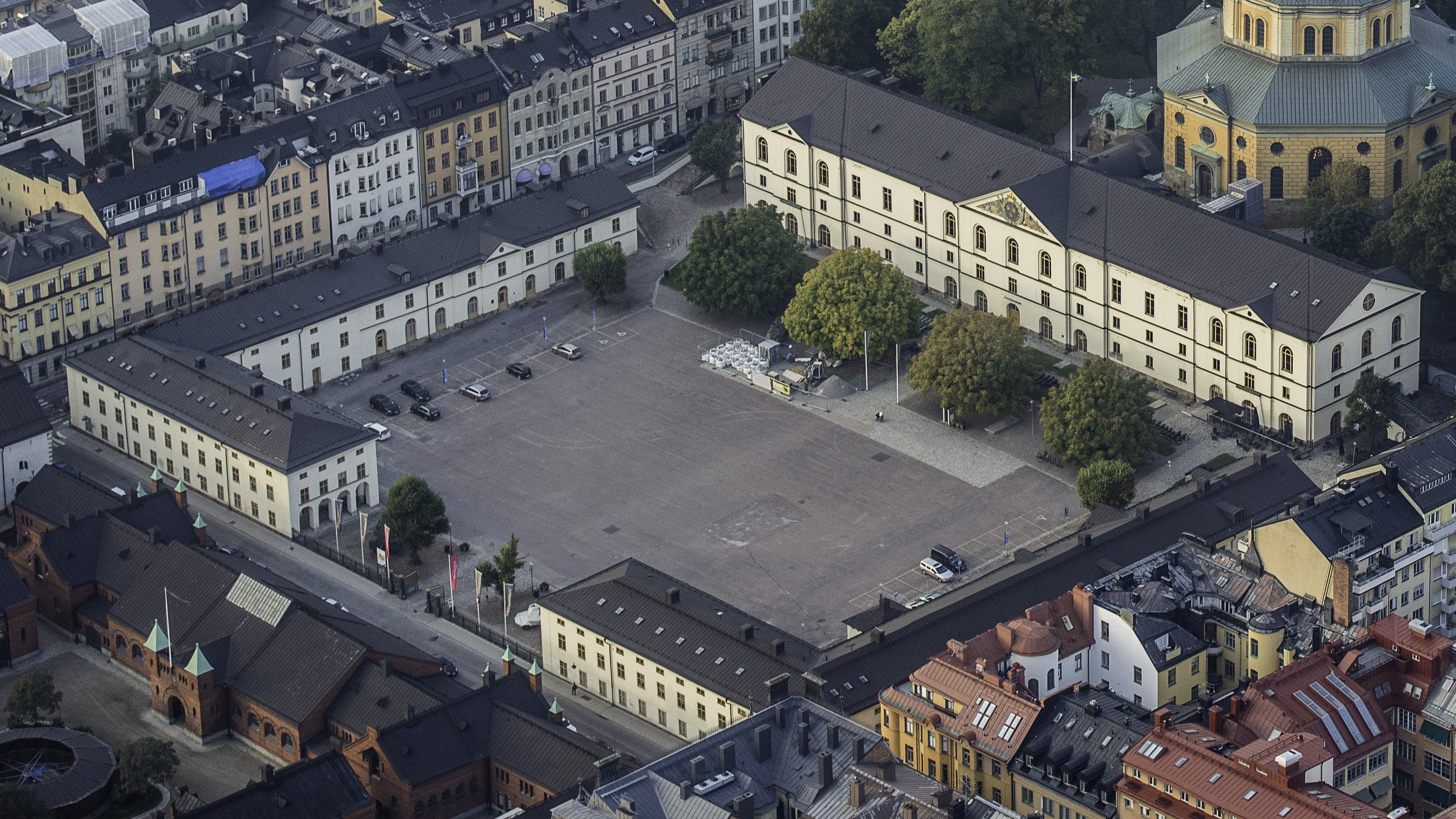
Artillerigården i september 2014.

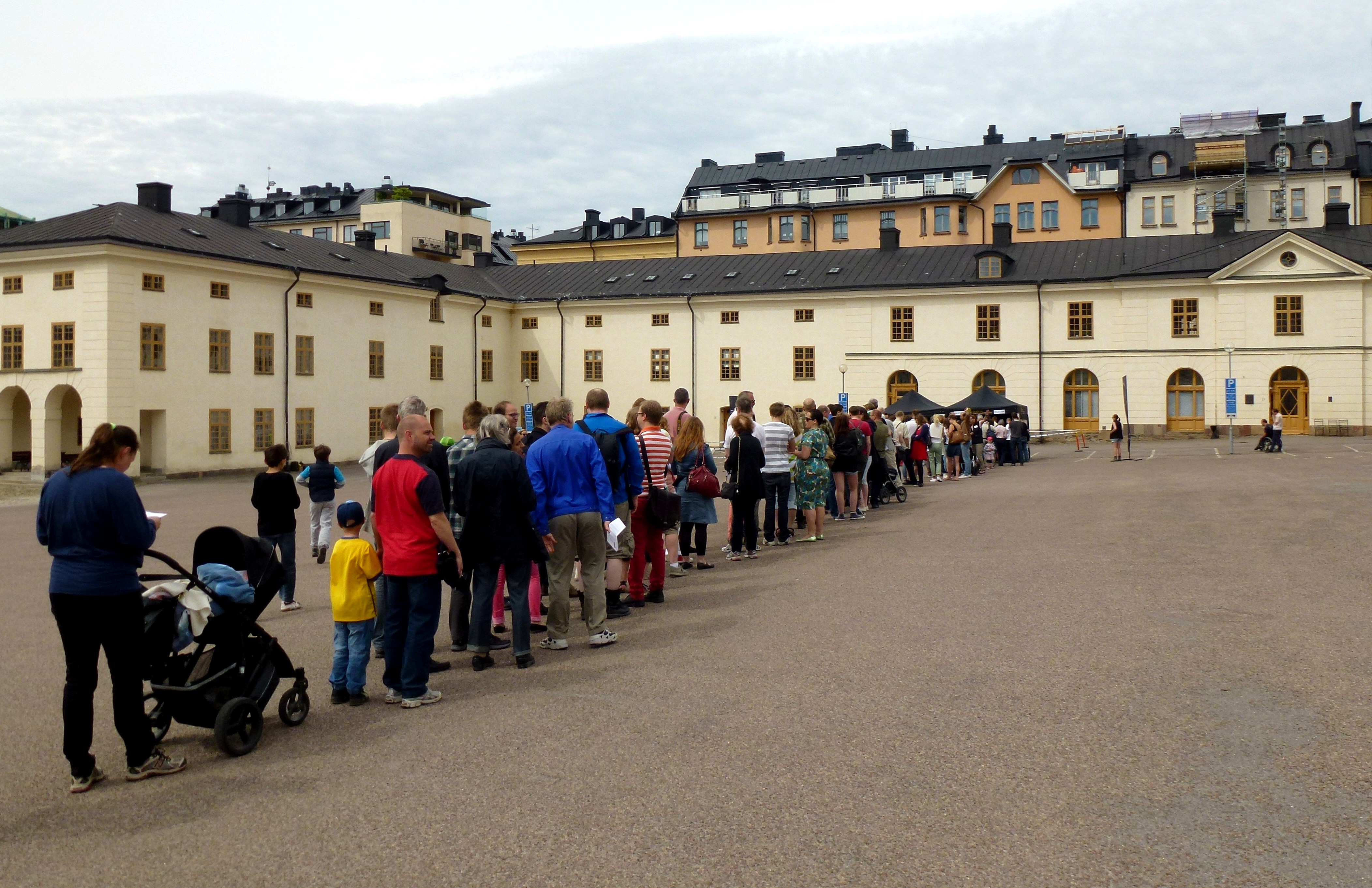
Kö på Artillerigården för att se på "Hemliga rum" (Artillerigårdens skyddsrum), 26 maj 2012.

Artillerigården är en vid Riddargatan i Stockholm belägen gård, med byggnader uppförda i senare delen av 1700-talet, delvis påbyggda 1884. Huvudarkitekt var Carl Johan Cronstedt men platsen har använts för artilleriets behov sedan 1640-talet. Här ligger numera Armémuseum. Gården och byggnaderna utgör, tillsammans med Hedvig Eleonora kyrka, kvarteret Läderkanonen.
Mitt på den öppna gården restes 1904 Theodor Lundbergs Poltavamonument. I Stora Tyghuset, byggt 1867 och idag utställningsbyggnad för Armémuseum, låg 1884-1927 Artilleri- och ingenjörshögskolan. Senare fanns här Artilleristabens kontor och Stockholms tygstation. År 1879 tillkom det första museet med namnet Artillerimuseum. Samlingarna utökades under årens lopp och 1932 bytte museet namn till Armémuseum. Museet öppnades under det nya namnet 1943 i Stora Tyghuset. I början av 1990-talet stängdes museet för en stor ombyggnad och återöppnades år 2000. Museet är en del av Statensförsvarshistoriska museer, tillsammans med Flygvapenmuseum i Linköping och nätverket Sveriges militärhistoriska arv (SMHA). 
Under Artillerigården finns två skyddsrum från andra världskriget. De var avsedda att ge skydd åt den tjänstgörande militära personalen på Artillerigården vid ett eventuellt flyganfall mot Stockholm.